# Görög Wikipédia
A görög Wikipédia (görögül Ελληνική Βικιπαίδεια, ismert még mint Hellenic Wikipedia, Elliniki Wikipedia) a Wikipédia projekt görög nyelvű változata, egy szabadon szerkeszthető internetes enciklopédia. A Görög Wikipédiának 22 adminja, 643 789 felhasználója van, melyből 942 fő az aktív szerkesztő. A lapok száma (beleértve a szócikkeket, vitalapokat, allapokat és egyéb lapokat is) 714 947, a szerkesztések száma pedig 11 005 452.

## Mérföldkövek
- 2006. május 16. – A görög Wikipédia szócikkeinek száma elérte a 10 000-et.
- 2010. április 10. – A görög Wikipédia szócikkeinek száma elérte az 50 000-et.
- Jelenlegi szócikkek száma: 249 315